# Мароне
Мароне (італ. Marone) — муніципалітет в Італії, у регіоні Ломбардія, провінція Брешія.
Мароне розташоване на відстані близько 470 км на північний захід від Рима, 80 км на північний схід від Мілана, 27 км на північний захід від Брешії.
Населення — 3275 осіб (2014).
Щорічний фестиваль відбувається 11 листопада. Покровитель — святий Мартин.

## Демографія
Населення за роками:

Станом на 1 січня 2023 року в муніципалітеті офіційно проживали 194 іноземці з 26 країн, серед них 25 громадян країн Євросоюзу та 13 громадян України.

## Сусідні муніципалітети
- Монте-Ізола
- Цоне
- Сале-Маразіно
- Пізоньє
- Гардоне-Валь-Тромпія
- Маркено
- Парцаніка
- Рива-ді-Сольто